# Nicolaus Enander
Nicolaus (Niklas) Enander (Schenander), född i Jönköping, död 21 november 1702, var en svensk målare och träbildhuggare.
Han var styvson till Johan Werner samt gift första gången med Brita Wallenstehn och andra gången med Sara Pfundt.
Enander gick först i lära för sin styvfar för att senare fortsätta för Hans Persson Jerling 1666 och i Stockholm för Måns Carlinus. Efter vandringsår i bland annat Tyskland ansökte han 1676 om att få utöva måleri och bildhuggarhantverket i Stockholm. Bland Enanders arbeten märks epitafier över Elof Therserus och kyrkoherde F Polett för Skänninge kyrka. Som målare och bildhuggare vid Amiralitetet utförde han träskulpturer för skeppet Carolus. Han ägde och bodde på en gård vid Klara kyrka i Stockholm.